# Chambord, Loir-et-Cher
Chambord je Občina v departmaju Loir-et-Cher regije Centre-Val de Loire. Leta 2018 je imelo 93 prebivalcev. Najbolj znano je po Château de Chambord, ki je del Unescove svetovne dediščine v dolini Loare.

## Zgodovina
Leta 1552 so nemški protestantski knezi sklenili Chambordsko pogodbo s francoskim kraljem Henrikom II. V zameno za podporo velikih vsot denarja je bil francoskemu kralju obljubljen cesarski vikariat cesarskih mest (in de facto tudi mejnih škofov) Toul, Verdun, Metz in Cambrai v Loreni in Flandriji.
Izjemen je renesančni grad, zgrajen med letoma 1519 in 1539, ki je od leta 1981 na Unescovem seznamu svetovne dediščine. Grad Chambord je bil zgrajen kot lovska koča pod kraljem Francom I. v 16. stoletju in je obkrožen s 5440 ha velikim loviščem. Od leta 1949 je park Chambord zaščiten kot nacionalni rezervat živali chasse et de sauvage.

## Geografija
Kraj leži v pokrajini Orléanais 16 km vzhodno od Bloisa. Občina Chambord je v središču vzhodno od departmaja Loir-et-Cher, v majhni kmetijski regiji Grande Sologne. V zračni črti je od Bloisa, prefekture departmaja, oddaljen 14,6 km. Chambord je glavno mesto kantona Chambord, od katerega je odvisno od leta 2015.
Najbližja mesta so: Maslives (3,6 km), Saint-Dyé-sur-Loire (5,3 km), Huisseau-sur-Cosson (5,5 km), Thoury (6 km), Muides-sur -Loire (6,1 km), Montlivault (6,4 km), Bracieux (7,3 km), Suèvres (7,4 km) in Mont-près-Chambord (7,4 km).

## Teritorialna razdelitev
Občina Chambord je članica Skupnosti občin Grand Chambord, javnega zavoda za medobčinsko sodelovanje (EPCI) z lastnim davčnim sistemom, ustanovljenim 1. januarja 2002.
Upravno je Chambord povezan z okrožjem Blois, departmajem Loir-et-Cher in regijo Centre-Val de Loire kot upravnimi okrožji. Volilno je bil od leta 2015 povezan s kantonom Chambord za volitve svetnikov departmajev in z drugo volilno enoto Loir-et-Cher za zakonodajne volitve.

## Zanimivosti
Leta 2000 je bil Chambord kot del doline Loare (med Sully-sur-Loire in Chalonnes-sur-Loire) vpisan na seznam Unescove svetovne dediščine. Najbolj znan je kot lokacija Château de Chambord, enega najbolj prepoznavnih dvorcev na svetu zaradi svoje zelo izrazite francoske renesančne arhitekture. Dvorec tvori paralelogram, ki ga ob kotih obdajajo okrogli stolpi in obdaja kvadratni blok stavb, katerih fasada tvori središče glavnega pročelja. Obilje stolpičev, vrhov in mansardnih oken, ki krasijo streho tega glavnega dela dvorca, predstavlja glavno značilnost zunanjosti, medtem ko sta v notranjosti dobro ohranjena kapela iz 16. stoletja in znamenita dvojna stopnišče, katerega konstrukcija omogoča vzpenjanje in spuščanje dveh oseb, ne da bi videla druga drugo. Obstaja 440 stanovanj, ki vsebujejo slike iz 17. stoletja in spominke grofov de Chambord.
Dvorec je bil prvotno lovišče grofov Blois, katerega obnovo je začel Franc I. Francoski leta 1526 in dokončali pod Henrikom II. Bil je rezidenca več naslednjih monarhov, pod Ludvikom XIV. so bile narejene precejšnje spremembe. V isti vladavini je Molière prvič v gledališču uprizoril Monsieur de Pourceaugnac in Le Bourgeois gentilhomme. Stanislav, poljski kralj, je živel v Chambordu, ki ga je njegov zet Ludvik XV. podelil maršalu Saxu. Napoleon ga je podaril maršalu Berthierju, od vdove katerega ga je kupil z naročnino leta 1821 in podaril vojvodi de Bordeaux, predstavniku starejše veje Bourbonov, ki je od njega prevzel naslov comte de Chambord. Po njegovi smrti leta 1883 je po zapuščini prišla v last družine Parma.
Občina leži znotraj posebnega varovanega območja Narave 2000.
Tu je še:
- cerkev sv. Ludvika, zgrajena 1666, nato predelana; portik je datiran v leto 1855,
- ostanki trdnjave Montfraut iz 14. stoletja, porušene v 18. stoletju.
- Italijanski most, verjetno iz 16. stoletja, ki prečka Cosson na zahodu mesta
- Most Saint-Michel, verjetno iz 16. stoletja, prečka Cosson na vzhodu mesta

### Zavarovana območja
Regulativna zaščita je najmočnejši način posredovanja za ohranjanje izjemnih naravnih območij in z njimi povezane biotske raznovrstnosti. V občini je prisotno zavarovano območje: Chambord, nacionalni rezervat za lov in divje živali, ustanovljen z odlokom z dne 4. aprila 1974, ima območje 5.459,33 ha.